# Mineichi Koga
Mineichi Koga (jap. 古賀 峯一 Koga Mineichi; ur. 25 września 1885 w Aricie w prefekturze Saga, zginął 31 marca 1944 w okolicach Davao) – admirał Japońskiej Cesarskiej Marynarki Wojennej, naczelny dowódca floty japońskiej w latach 1943–1944.

## Zarys biografii
Ukończył Akademię Cesarskiej Marynarki Wojennej w 1906 roku (34. promocja, z 14. lokatą). Od tego samego roku służył na różnych okrętach, po raz pierwszy na krążowniku „Matsushima”. W 1911 roku ukończył uzupełniający kurs B Kolegium Marynarki (Kaigun Daigakkō), a cztery lata później – kurs A. Podczas I wojny światowej zajmował głównie stanowiska sztabowe. Od maja 1920 do 1922 roku był przedstawicielem japońskim we Francji, a od 1923 roku ponownie zajmował stanowiska sztabowe i wykładał w Kolegium Marynarki. Od grudnia 1926 w stopniu komandora został attaché morskim we Francji, brał udział w konferencji w Genewie w 1927 roku, natomiast rok później powrócił do Japonii.
W grudniu 1930 objął swoje pierwsze dowództwo – krążownika „Aoba”, od grudnia 1931 dowodził pancernikiem „Ise”. W grudniu 1932 w stopniu kontradmirała został szefem 3. biura Głównego Sztabu Marynarki, od września 1933 do 1935 roku – 2. biura. Od grudnia 1937 do października 1939 był zastępcą szefa Sztabu Marynarki Wojennej. Następnie został dowódcą 2. Floty, a od września 1941 – Floty Obszaru Chin. Od października 1942 był dowódcą obszaru morskiego Yokosuka i członkiem Komitetu Admirałów. 
21 kwietnia 1943, po śmierci adm. Isoroku Yamamoto, przejął dowodzenie japońską Połączoną Flotą. Był zwolennikiem strategii oszczędzania sił i doprowadzenia do decydującej bitwy z flotą amerykańską, wynik której zadecydowałby o rezultacie wojny. Jego plan nigdy jednak nie został zrealizowany, a on sam zginął 31 marca 1944 w katastrofie łodzi latającej, Kawanishi H8K, do której prawdopodobnie doszło podczas tajfunu, w trakcie przelotu z Palau do Davao na Filipinach. Ciała nigdy nie odnaleziono, a okoliczności wypadku do dziś pozostają nieznane.

## Kariera wojskowa
- Kaigun-shōi-kōhosei (kadet marynarki) – 19 listopada 1906
- Kaigun-shōi (podporucznik marynarki) – 20 grudnia 1907
- Kaigun-chūi (porucznik marynarki) – 11 września 1909
- Kaigun-tai'i (kapitan marynarki) – 1 grudnia 1911
- Kaigun-shōsa (komandor podporucznik) – 1 grudnia 1917
- Kaigun-chūsa (komandor porucznik) – 1 grudnia 1922
- Kaigun-taisa (komandor) – 1 grudnia 1926
- Kaigun-shōshō (kontradmirał) – 1 grudnia 1932
- Kaigun-chūjō (wiceadmirał) – 1 grudnia 1936
- Kaigun-taishō (admirał) – 1 maja 1942
- Kaigun-taishō  Gensui (admirał floty) (tytuł) – 31 marca 1944

## Wybrane odznaczenia
- Wielka Wstęga Orderu Wschodzącego Słońca
- Order Złotej Kani I klasy
- Wielka Wstęga Orderu Świętego Skarbu
- Medal Wojskowy za Wojnę Chińsko-Japońską 1937-1945 (Japonia)
- Medal Wojskowy za Wielką Wojnę Wschodnio-Azjatycką 1941-1945 (Japonia)
- Krzyż Rycerski Krzyża Żelaznego z liśćmi dębu